# Abacetus barbieri
Abacetus barbieri là một loài bọ chân chạy thuộc phân họ Pterostichinae. Loài này được Straneo mô tả lần đầu năm 1961 và là loài đặc hữu của Việt Nam.